# 灰头草雁
灰头草雁（学名：Chloephaga poliocephala），是雁形目鸭科的一种鸟类。

## 特征
灰头草雁体重约2007.14克，翼长约345.4毫米，嘴峰长约30.9毫米，喙宽度约14.1毫米，喙厚度约12毫米，跗蹠长约55.2毫米，尾长约119毫米。灰头草雁是部分迁徙的鸟类，其栖息在开放的草原环境中，食性为草食性，主要食物来源是陆生植物。

## 分布
阿根廷南部和智利南部至火地群岛。